# Myélographie

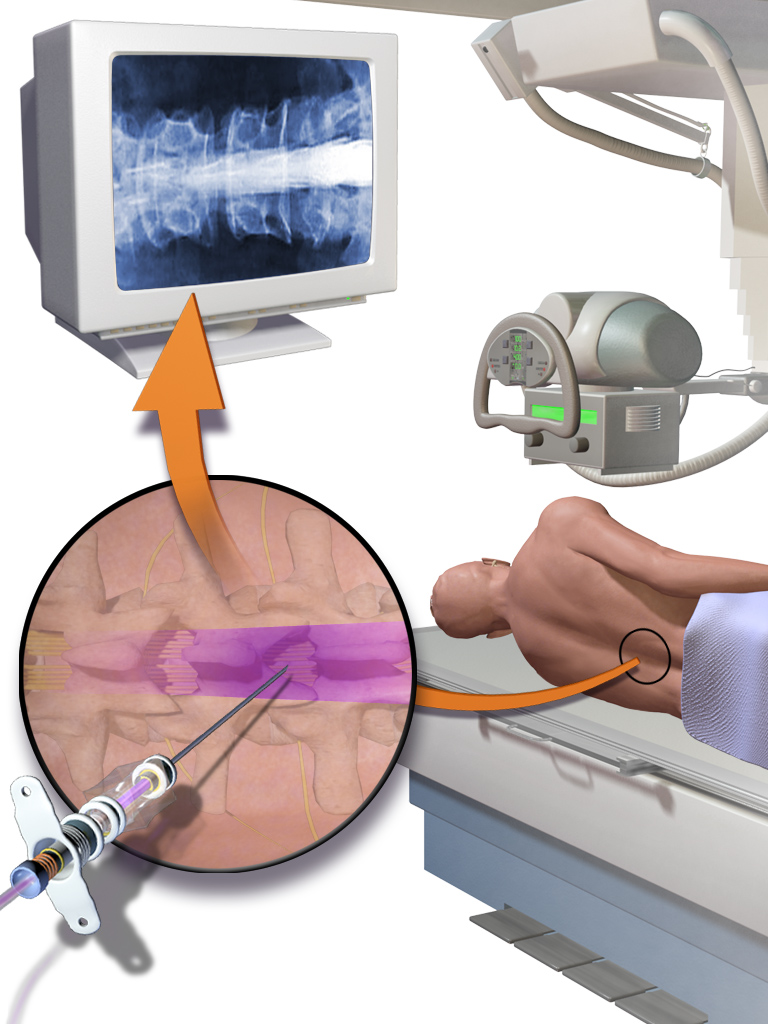
Représentation 3D d'une myélographie

La myélographie est un type de radiographie utilisant un produit de contraste iodé dans le but de détecter des pathologies de la moelle épinière, en prenant compte de l'endroit de la blessure de la moelle épinière, kyste et tumeurs. La procédure consiste en l'injection de produit de contraste entre les vertèbres cervicales et les vertèbres lombaires à l'aide d'une aiguille pour ponction lombaire, suivie par différents clichés radiologiques.
Cet examen est généralement complété par un scanner (CT). 
La myélographie a été largement remplacée par l'utilisation de l'IRM mais reste utilisée en cas de contre-indications (obésité sévère, claustrophobie, clips neurochirurgicaux...).
La réalisation de l'examen ne visualisant que la portion lombaire est communément appelée saccoradiculographie.